# Anelsonia eurycarpa
Anelsonia es un género botánico monotípico de planta suculenta, pertenecientes a la familia Brassicaceae. 
Este género tiene una sola especie Anelsonia eurycarpa, que es conocida por el nombre común de  daggerpod.  Es similar a otra planta conocida como daggerpod, Phoenicaulis cheiranthoides, pero en la actualidad son tratadas en diferentes géneros. 

## Descripción
Esta especie es una planta carnosa, que se desarrolla a la mayor altitud de hábitats de montaña en todo el oeste de los Estados Unidos. Sobre la roseta aterciopelada, como "dedos", se encuentra densamente repleto de inflorescencias de pequeñas flores blancas. Se distingue por  desarrollar frutas enanas en unas estructuras de vainas, cada una sobre un pedicelo.  Los frutos son de 2 a 3 centímetros de altura, elípticos, coriáceos, de color blanco, a menudo con áreas de coloración púrpura, o incluso marrón. Dentro de los pliegues de la fruta tiene varias semillas.

## Taxonomía
Anelsonia eurycarpa fue descrita por  (A.Gray) J.F.Macbr. & Payson y publicado en Botanical Gazette 64(1): 81. 1917.
Etimología
Anelsonia: nombre genérico que fue nombrado en honor del botánico Aven Nelson (1859 - 1952), un botánico y micólogo estadounidense de origen noruego.
eurycarpa: epíteto
Sinonimia
- Draba eurycarpa A.Gray basónimo
- Parrya eurycarpa (A. Gray) Jeps.
- Parrya huddelliana A.Nelson
- Phoenicaulis eurycarpa (A. Gray) Abrams
- Phoenicaulis huddelliana (A. Nelson) Rydb.[2]